# Japygianus
Japygianus es un género de Diplura en la familia Japygidae.

## Especies
- Japygianus wheeleri Silvestri, 1947